# Premna tanganyikensis
Espèce
Statut de conservation UICN

 VU B1+2b : Vulnérable
Premna tanganyikensis est une espèce de plantes à fleurs de la famille des Lamiaceae.

## Publication originale
- Phytologia 7: 83. 1959.